# Wilhelm Württemberg
Wilhelm Württemberg, avstrijski general, * 20. julij 1828, † 6. november 1896.